# Chloroza nerwów liści maliny

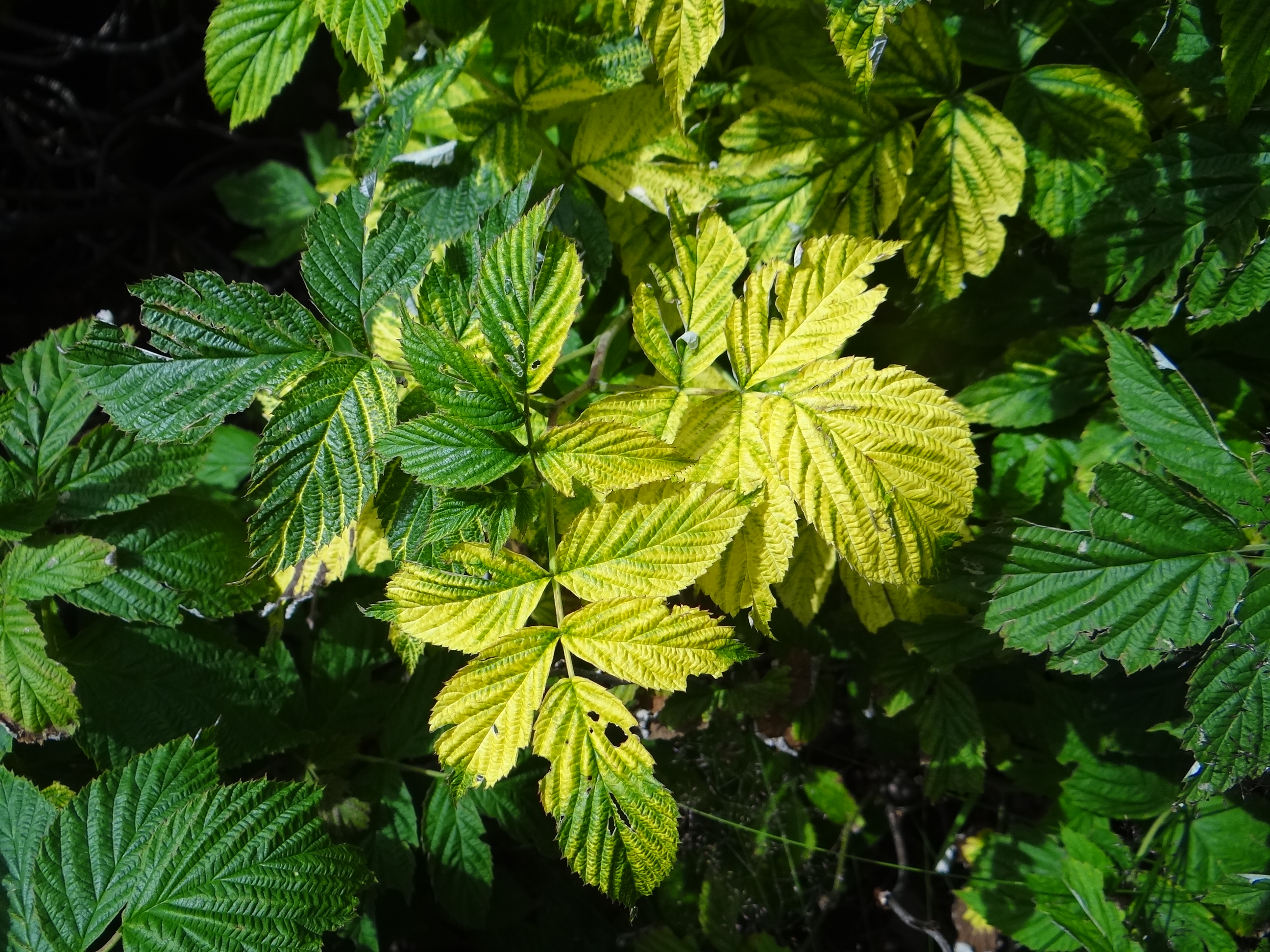

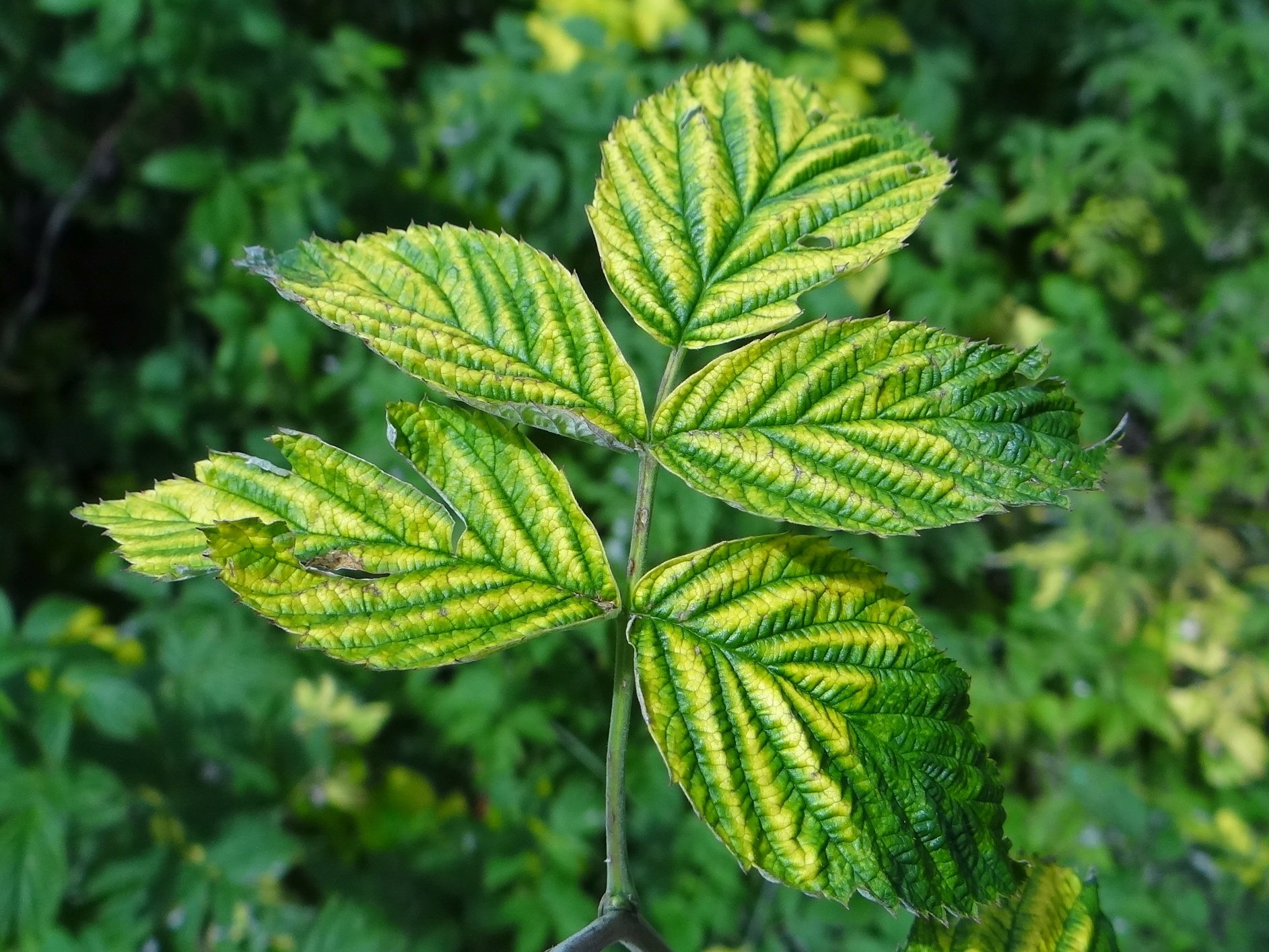

Chloroza nerwów liści maliny (ang. raspberry chlorotic net virus, raspberry vein chlorosis rhabdovirus) – wirusowa choroba malin wywołana przez wirusa chlorozy nerwów maliny (Raspberry vein chlorosis virus, RVCV) i wirusa mozaiki jabłoni (Apple mosaic virus, ApMV).

## Występowanie i szkodliwość
Choroba występuje tylko na malinach. W Europie i w Polsce jest częsta, występuje niemal na wszystkich plantacjach malin. Jej szkodliwość jest zależna od rodzaju szczepu, którym rośliny zostały porażone. Szczep łagodny powoduje tylko nieznaczne osłabienie wzrostu, szczep ostry powoduje wyraźne osłabienie rośliny, zahamowanie wzrostu i zmniejszenie plonu.

## Objawy
Charakterystycznymi objawami choroby jest chloroza nerwów i niedorozwój liści. Rodzaj objawów zależy od rodzaju wirusa. Gdy jest to wirus łagodny, na liściach występuje tylko chloroza nerwów charakteryzująca się rozjaśnieniem nerwów. Przy odmianie umiarkowanej objawy są bardziej nasilone. Gdy jest to wirus ostry, chloroza obejmuje całe liście, które ponadto ulegają zdeformowaniu. Porażone ostrym wirusem rośliny wytwarzają mniej pędów i dają mniejsze owoce.
Podobne są objawy drugiej, również dość częstej wirusowej choroby – mozaiki maliny.

## Etiologia i epidemiologia
Wirusy wywołujące mozaikę maliny przenoszone są głównie przez mszycę malinową (Aphis idaei). Choroba rozprzestrzenia się także przez rozmnażanie metodą sadzonkowania z wykorzystaniem chorych roślin. Okres inkubacji choroby wynosi 4-12 tygodni.

## Ochrona
Porażonych roślin nie można już uratować. Można jedynie zapobiegać chorobie poprzez:
- produkcję sadzonek wyłącznie ze zdrowych roślin,
- zachowanie dużej odległości plantacji od dziko rosnących malin, lub plantacji zaniedbanych,
- staranna ochrona plantacji przed mszycami,
- lustracja plantacji i bezwzględne usuwanie roślin z najmniejszymi nawet objawami porażenia przez choroby wirusowe[5].

Wszystkie te działania tylko ograniczają rozwój choroby, nie dopuszczając do epidemii, nie są jednak w stanie całkowicie chorobę wyeliminować.